# Asterix (datorspel, 1991)
Astérix är ett plattformsspel från 1991, utgivet till Sega Master System. Spelet är baserat på seriefiguren med samma namn.